# SDSS J143001.30+410440.6
| Daten von SDSS J143001.30+410440.6 Epoche: J2000.0 Äquinoktium: J2000.0 | Daten von SDSS J143001.30+410440.6 Epoche: J2000.0 Äquinoktium: J2000.0 |
| ----------------------------------------------------------------------- | ----------------------------------------------------------------------- |
| Sternbild                                                               | Bootes                                                                  |
| Rektaszension                                                           | 14h 30m 01,3s                                                           |
| Deklination                                                             | +41° 04′ 41″                                                            |
| Rotverschiebung der Linse und der Vordergrund-Galaxie                   | ca. 0,3                                                                 |
| Katalog-Bezeichnungen                                                   | USNO-A2.0 1275-08458171, HST J143001.28+410440.8                        |

SDSS J143001.30+410440.6, oft verkürzt als SDSSJ1430 bezeichnet, ist eine Galaxie und ein diese umgebender Einstein-Ring im Sternbild Bootes. Das Objekt wurde im Rahmen des Sloan Lens ACS (SLACS) Survey entdeckt.